# Сент-Огюстен (Коррез)
Сент-Огюсте́н (фр. Saint-Augustin, окс. Sent Augustin) — коммуна во Франции, находится в регионе Лимузен. Департамент — Коррез. Входит в состав кантона Коррез. Округ коммуны — Тюль.
Код INSEE коммуны — 19181.
Коммуна расположена приблизительно в 390 км к югу от Парижа, в 70 км юго-восточнее Лиможа, в 19 км к северу от Тюля.

## Население
Население коммуны на 2008 год составляло 443 человека.
| 1962 | 1968 | 1975 | 1982 | 1990 | 1999 | 2008 |
| ---- | ---- | ---- | ---- | ---- | ---- | ---- |
| 550  | 636  | 536  | 527  | 448  | 405  | 443  |

## Администрация
| Период | Период | Фамилия           | Партия | Примечания |
| ------ | ------ | ----------------- | ------ | ---------- |
| 2001   | 2008   | Ги-Франсуа Маруби |        |            |
| 2008   |        | Мишель Брет       |        |            |

## Экономика
В 2007 году среди 232 человек в трудоспособном возрасте (15-64 лет) 157 были экономически активными, 75 — неактивными (показатель активности — 67,7 %, в 1999 году было 69,8 %). Из 157 активных работали 151 человек (78 мужчин и 73 женщины), безработных было 6 (4 мужчин и 2 женщины). Среди 75 неактивных 13 человек были учениками или студентами, 47 — пенсионерами, 15 были неактивными по другим причинам.

## Достопримечательности
- Церковь Сент-Огюстен (XIII век). Памятник истории с 1929 года[3]
- Замок Турондель

## Фотогалерея

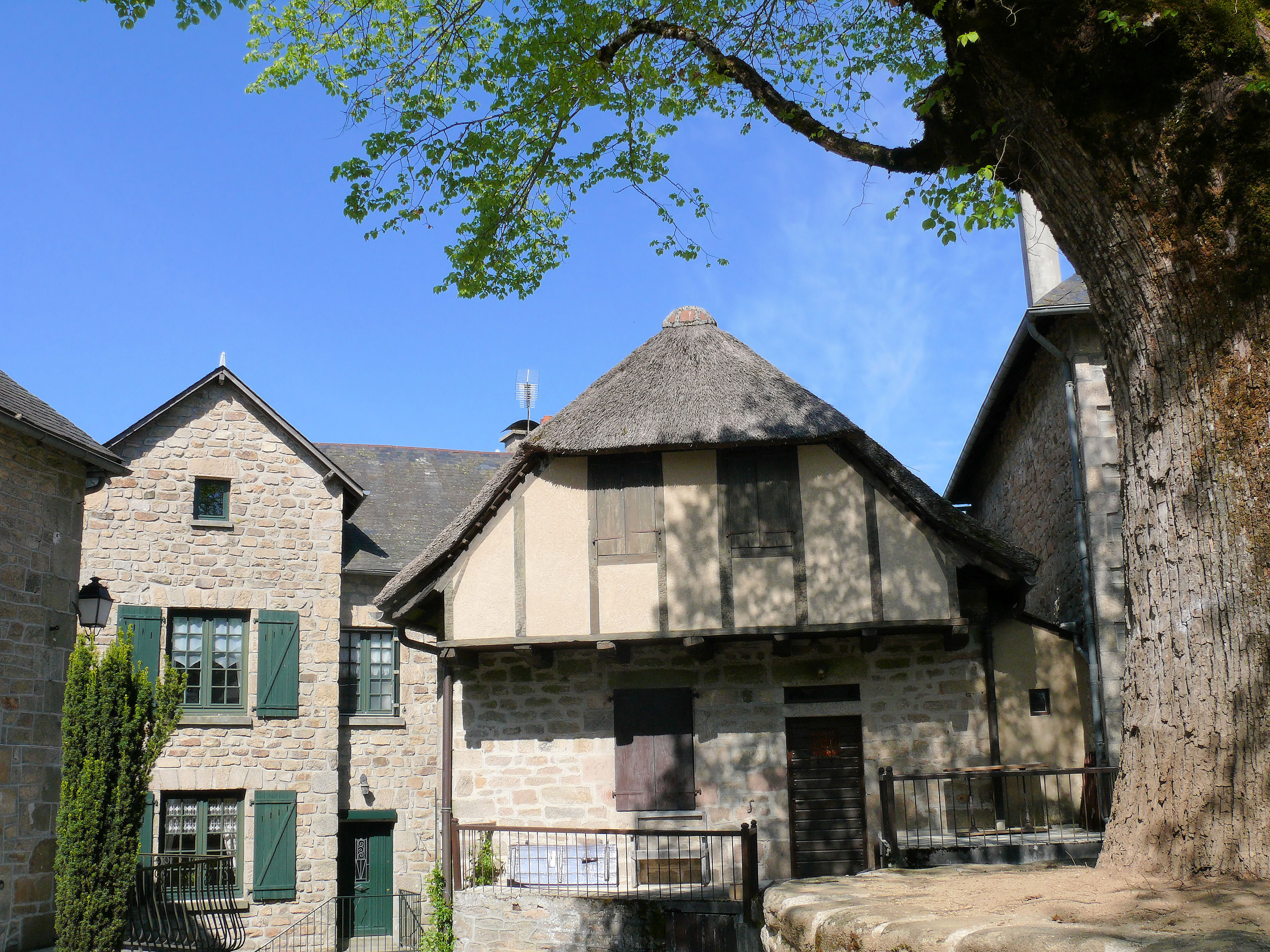
Сент-Огюстен
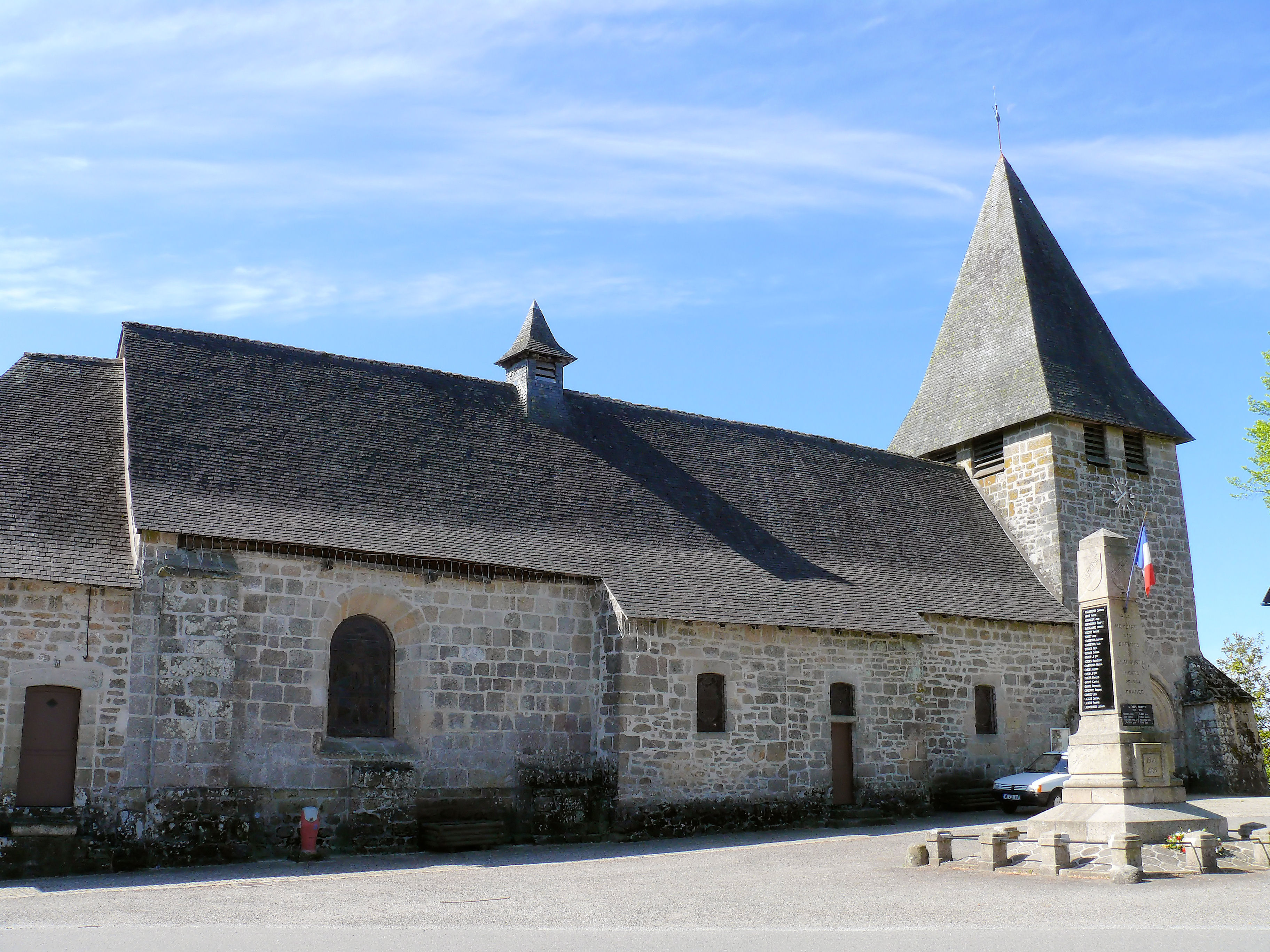
Церковь Сент-Огюстен
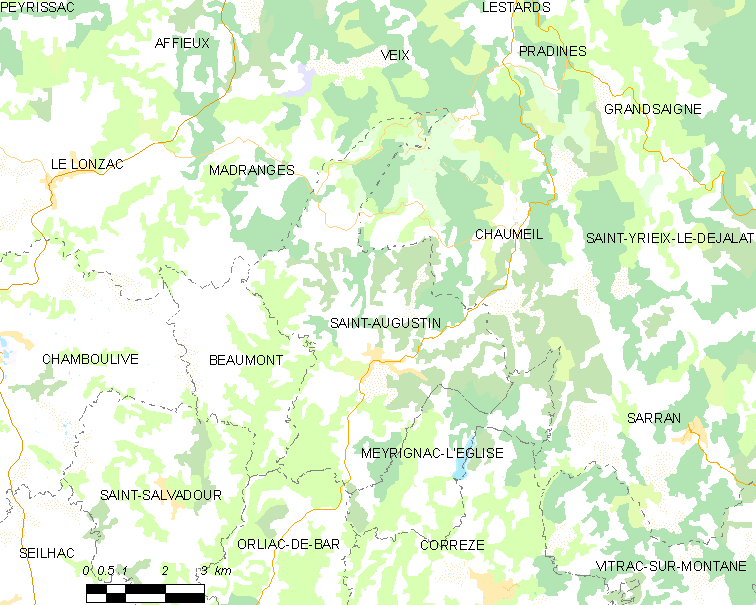
Карта коммуны